# (4681) Ermak
(4681) Ermak (1969 TC2) – planetoida z pasa głównego asteroid okrążająca Słońce w ciągu 5,25 lat w średniej odległości 3,02 j.a. Odkryta 8 października 1969 roku. Nosi imię rosyjskiego odkrywcy Jermaka.